# Хав'єр Сеолі
Хав'єр Сеолі (ісп. Javier Zeoli; нар. 2 травня 1962, Монтевідео) — колишній уругвайський футболіст.
14 разів виступав за національну збірну Уругваю з 1988 по 1990 рік, з якою грав на Кубку Америки 1989 року та чемпіонаті світу 1990 року.

## Клубна кар'єра
Адольфо Сеолі починав кар'єру футболіста в уругвайському клубі «Данубіо». У 1988 році він в його складі став чемпіоном Уругваю, а в наступному році дійшов до півфіналу Кубка Лібертадорес, де «Данубіо» в матчі-відповіді був розгромлений з рахунком 0: 6 колумбійською командою «Атлетіко Насьйональ».
Потім він перейшов в іспанський «Тенерифе». 6 січня 1990 року голкіпер дебютував в іспанській Прімері, вийшовши в основному складі в гостьовому поєдинку проти Кадіса". Потім Сеолі виступав за аргентинські клуби «Депортіво Мандію», «Тальерес» з Кордови і «Рівер Плейт».
У 1994 році уругваєць у складі «Болівара» став чемпіоном Болівії.

## Кар'єра в збірній
Адольфо Сеолі був включений до складу збірної Уругваю на Кубок Америки з футболу 1989 року в Бразилії. На турнірі він захищав ворота команди у всіх семи матчах команди на турнірі: першого етапу (з Еквадором, Болівією, Чилі і Аргентиною) і фінального етапу (з Парагваєм, Аргентиною і Бразилією).
На чемпіонаті світу 1990 року в Італії Адольфо Сеолі грав роль резервного голкіпера і на полі не з'явився.

## Досягнення
Данубіо
- Чемпіон Уругваю: 1988

Болівар
- Чемпіон Болівії: 1994

Уругвай
- Чемпіон Південної Америки (U-20): 1981
- Срібний призер Кубка Америки: 1989